# Internégatif
Dans le cinéma argentique ou photochimique, un internégatif est un élément intermédiaire, fabriqué en laboratoire, destiné à obtenir de nouveaux tirages positifs en 35 mm d'un film.
À partir d'un positif ou d'un négatif 16 mm, on fabrique d'abord un interpositif qui servira de matrice à l'internégatif. On obtient ainsi un négatif continu, sans collures, et donc moins fragile.

## Utilité d'un internégatif
Un internégatif peut être utile dans les cas suivants :
- Le négatif est en 16 mm et l'on veut obtenir des copies 35 mm du film. On doit alors procéder par gonflage, ce qui abîme le négatif 16 mm qui ne peut supporter qu'un nombre limité de gonflages (une dizaine). La fabrication d'un internégatif permet de multiplier le nombre de copies positives sans endommager le négatif original.
- le positif est en 35 mm, mais le négatif a disparu. On crée un internégatif à partir du positif, pour tirer de nouvelles copies positives.